# بارانا (إسبانيا)
بارانا هي بلدية تقع في مقاطعة سوريا، في منطقة قشتالة وليون، في إسبانيا. يبلغ عدد سكانها 211 نسمة وذلك حسب إحصاء السكان سنة 2004.